# 1839 год в театре
1839 год в театре

## События
- 21 января — в Або открылся новый городской театр — ныне старейшее театральное здание Финляндии.

### Постановки
- 4 января — московская премьера трагедии Шекспира «Король Лир», в главной роли — Павел Мочалов.
- 28 января — премьера балета Жозефа Мазилье «Цыганка» (Опера́ Ле Пелетье, Париж).
- 6 февраля — премьера водевиля Жан-Франсуа Байяра «Три бала[фр.]» («Театр-де-варьете[фр.]», Париж).
- 1 апреля — премьера большой оперы Даниэля Обера «Озеро фей[англ.]» (либретто Эжена Скриба и Мельвиля, театр Ле Пелетье, Париж).
- 17 апреля — премьера спектакля «Аладдин» по одноимённой пьесе Эленшлегера в постановке Августа Бурнонвиля, Томаса Оверскоу и Х. П. Холста (Королевский театр, Копенгаген).
- 24 июня — премьера балета Жана Коралли «Тарантул», музыка Каземира Жида, либретто Эжена Скриба, в главных партиях Фанни Эльслер, Жозеф Мазилье и Ипполит Барре (театр Ле Пелетье, Париж).
- 2 сентября — премьера комической оперы Фроманталя Галеви «Шериф[англ.]» (либретто Эжена Скриба на сюжет из Бальзака, Опера-Комик в Зале де-ля-Бурс, Париж).
- 27 октября — «Барышня-крестьянка», водевиль Николая Коровкина по повести А. С. Пушкина, музыка Павла Щепина (Большой театр, Москва).
- 3 ноября — премьера водевиля Дмитрия Ленского «Лев Гурыч Синичкин, или Провинциальная дебютантка» (в бенефис Александры Ворониной, Большой театр, Москва).
- В московском Малом театре поставлена трагедия Шекспира «Ричард III» с Павлом Мочаловым в главной роли.

## Деятели театра
- 10 июня — Люсьен Петипа, приглашённый в Париж из Бордо, дебютировал на сцене театра Ле Пелетье в балете Филиппо Тальони «Сильфида» (Сильфида — Люсиль Гран).
- На сцене московского Малого театра дебютировал основатель династии Садовских — актёр Пров Садовский.
- В Харькове актёр Николай Рыбаков воплотил на сцене одну из своих лучших ролей, принца Гамлета, выйдя на замену Павла Мочалова. Тогда же эту роль впервые исполнил Иван Лавров.
- Иван Самарин впервые исполнил роль Чацкого в комедии Александра Грибоедова «Горе от ума».

### Родились
- ?, Москва — балерина и педагог Прасковья Лебедева;
- 12 (24) августа, Бышть, Богемия — композитор, главный дирижёр Мариинского театра в 1869—1916 годах Эдуард Направник.

### Скончались
- 11 (23) июля, Санкт-Петербург — драматический актёр и оперный певец Василий Самойлов.